# Chiantla
Chiantla är en kommunhuvudort i Guatemala.   Den ligger i kommunen Municipio de Chiantla och departementet Departamento de Huehuetenango, i den västra delen av landet, 130 km nordväst om huvudstaden Guatemala City. Chiantla ligger 1 995 meter över havet och antalet invånare är 8 465.
Terrängen runt Chiantla är kuperad söderut, men norrut är den bergig. Runt Chiantla är det ganska tätbefolkat, med 179 invånare per kvadratkilometer. Närmaste större samhälle är Huehuetenango, 4,1 km söder om Chiantla. I omgivningarna runt Chiantla växer huvudsakligen savannskog.